# Petabyte
Petabyte (PB) är en informationsenhet samt en multipel av byte. Namnet kommer av SI-prefixet peta (P), för en biljard, och byte (B).
Enheten används i två skilda betydelser:
- 1 000 000 000 000 000 (1015 = 10005) byte
- 1 125 899 906 842 624 (250 = 10245) byte

Enligt definition av SI och IEC motsvarar en petabyte det förstnämnda värdet, då det är överensstämmande med värdet av tidigare nämnt SI-prefix. Det vanligaste och allmänt accepterade värdet är dock det sistnämnda. För att minimera förvirring bland de två olika värdena kan dock det sistnämnda värdet definieras som en pebibyte (PiB).